# Eklekticismus (hudba)
Eklekticismus či eklektismus je v obecné rovině způsob tvorby (umělecké, vědecké, filozofické), založený na čerpání z cizích vzorů nebo děl starších období, především pak mísením prvků rozličné provenience – funguje tedy jako výběr a použití již hotových tvarových prvků. Často jde pouze o umělecký experiment. Kritiky je eklekticismu vytýkáno plagiátorství a nedostatek tvůrčí invence (má jít pouze o mechanické spojení cizích prvků).

## Hudební eklekticismus
Vznik hudebního eklekticismus lze datovat do závěru 19. století, přesněji do období mezi lety 1890–1900. K jeho renesanci došlo koncem 60. let 20. století, na přelomu 80. a 90. let zaznamenává rozkvět a v současnosti lze mluvit o „zlatém věku eklekticismu“, kdy se jeho obliba stala prakticky masovou záležitostí. Vyjmenovat mutace a klony jeho podob je prakticky nemožné, za nejširší kategorie lze považovat tzv. „world music“ a „new age music“.